# Maly-Theater

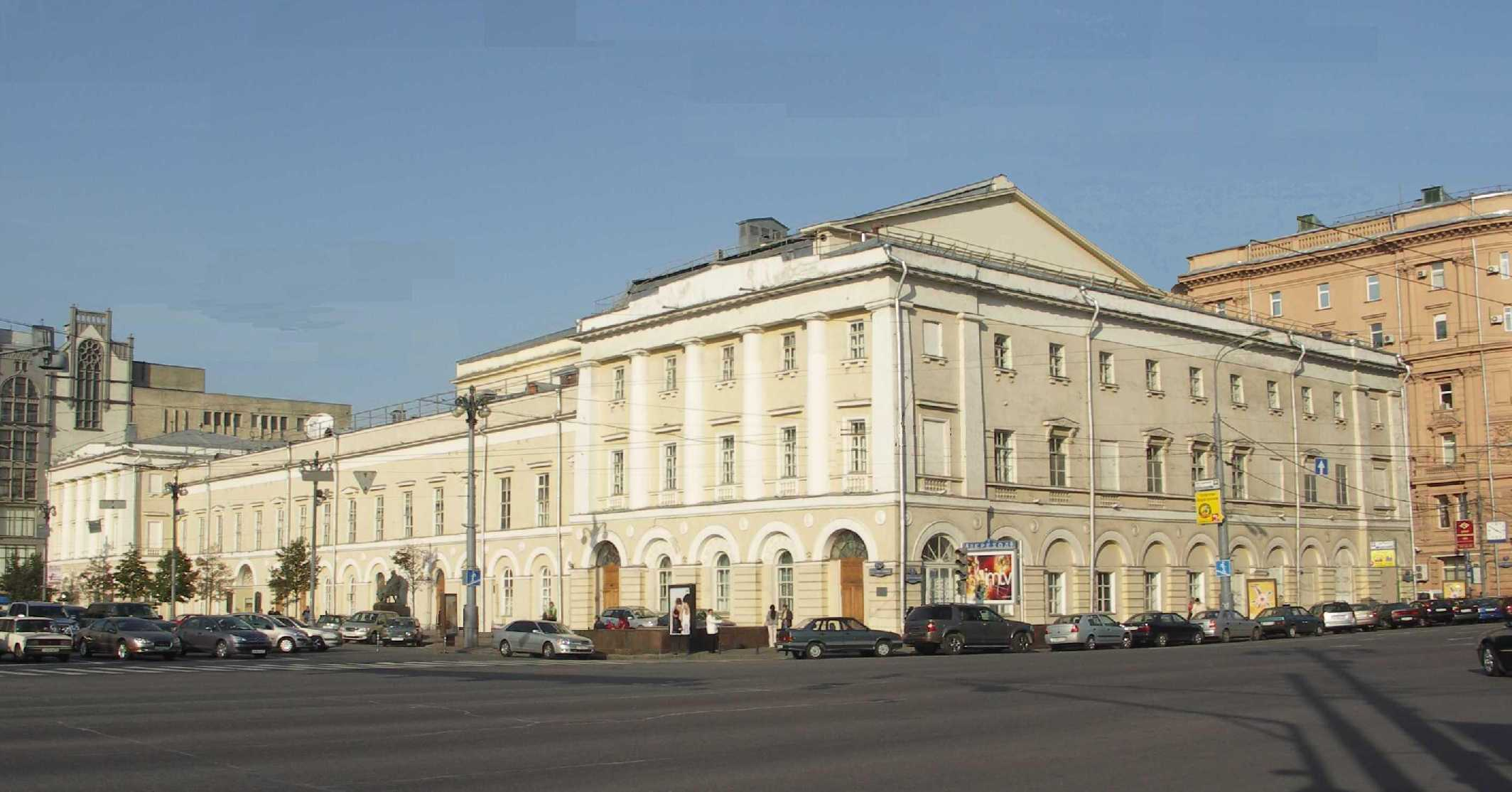
Maly-Theater

Das Staatliche Akademische Kleine Theater Russlands (russisch Государственный академический Малый театр России), kurz Maly-Theater („Kleines Theater“) ist ein Mitte des 18. Jahrhunderts gegründetes Schauspielhaus in Moskau, Russland. Die Hauptbühne des Theaters befindet sich in einem 1824 errichteten Gebäude im Zentrum Moskaus, in unmittelbarer Nachbarschaft des Bolschoi-Theaters.

## Geschichte

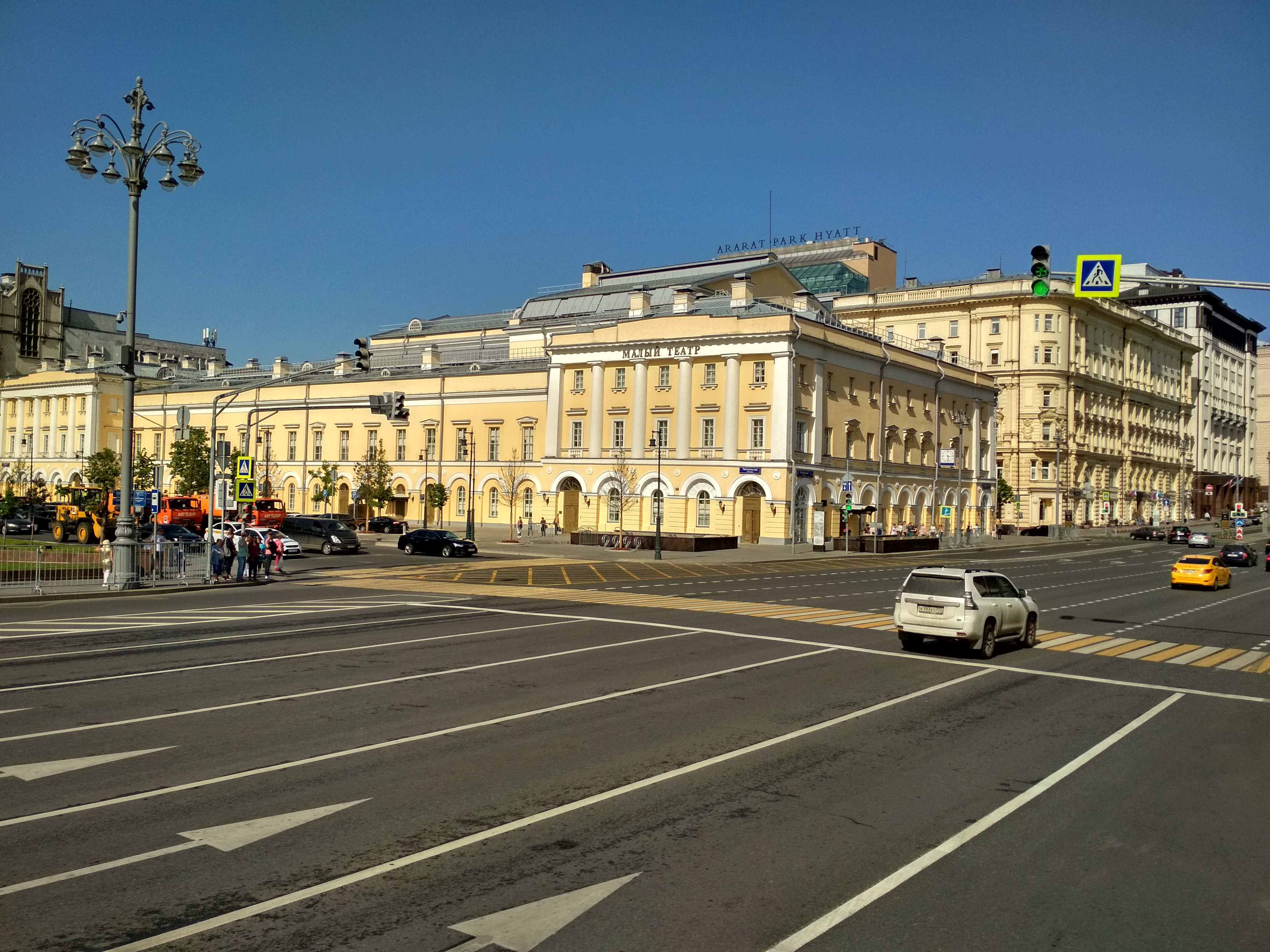
Das Gebäude des Maly Theatre nach dem Wiederaufbau. Mai 2018

Während als ältestes öffentliches Schauspielhaus des Russischen Reiches die 1750 vom Kaufmannssohn und Amateurschauspieler Fjodor Wolkow begründete Bühne in Jaroslawl gilt, wurde das Maly-Theater zur ersten professionellen Einrichtung dieser Art in Moskau und zum zweitältesten russischen Schauspielhaus. Als Gründungsjahr des Theaters gilt 1756: Damals wurde auf Erlass der Kaiserin Elisabeth das Maly-Theater, ursprünglich Peter-Theater (Петровский театр) genannt, eingerichtet. Anfangs war das Theater eine Einrichtung der erst kürzlich gegründeten Moskauer Universität, auch die erste Truppe des Theaters bestand aus Studenten. Später wurden dort auch Schauspielerkollektive aus ehemaligen leibeigenen Bauern und sogar eine Zigeunertruppe engagiert. Den heutigen Namen Maly-Theater erhielt das Haus nach der Gründung des Bolschoi-Theaters im Jahre 1776.
In den 1820er-Jahren erhielten sowohl das Maly-Theater als auch sein „großes“ Pendant im Zuge der Wiederaufbauarbeiten in Moskau nach dem Krieg gegen Napoleon jeweils ein neues Gebäude in unmittelbarer Nähe zueinander. Die beiden Gebäude entstanden wenige hundert Meter vom Kreml entfernt, an einem heute wieder als Theaterplatz bezeichneten Platz. Speziell das 1824 fertiggestellte Maly-Gebäude war eine vom Stadtbaumeister Joseph Bové umgebaute Kaufmannsresidenz. Am 14. Oktober des gleichen Jahres gab es eine erste Vorstellung des Theaters am neuen Standort.

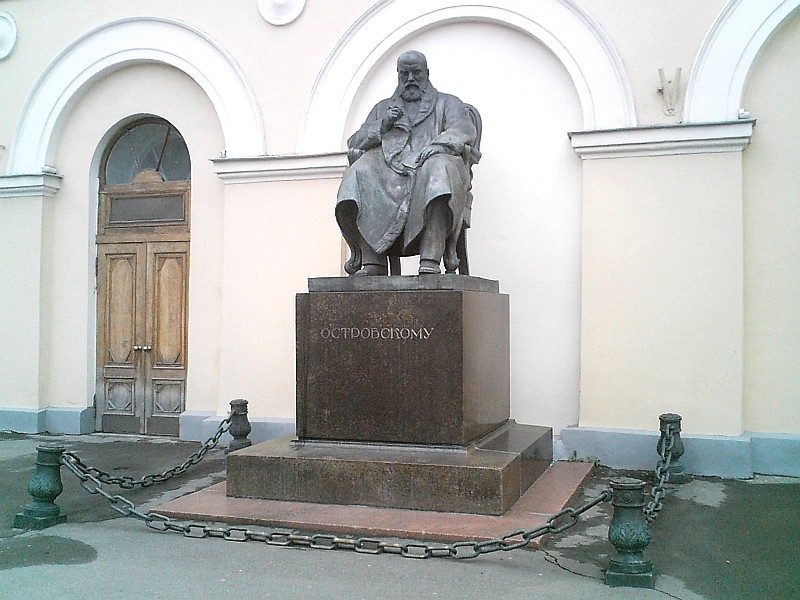
Ostrowski-Denkmal am Maly-Theater

Mit Michail Schtschepkin engagierte das Maly-Theater in den 1830er-Jahren einen der bekanntesten russischen Schauspieler der damaligen Zeit, was dem Haus ein großes Renommee brachte. So wurde unter anderem das bekannteste Stück Alexander Gribojedows, Verstand schafft Leiden, im Maly-Theater erstmals in der unzensierten Version aufgeführt, mit Schtschepkin in einer der Hauptrollen. Im späteren 19. Jahrhundert wurden mehrfach Dramen und Komödien von Alexander Ostrowski aufgeführt, der als einer der bekanntesten russischsprachigen Dramatiker gilt. Ein Denkmal für Ostrowski wurde später vor dem Eingang des Theatergebäudes aufgestellt, wo es bis heute steht. Neben russischen Klassikern wurden auch berühmte ausländische Stücke aufgeführt, darunter etwa Schillers Kabale und Liebe und Lessings Emilia Galotti. Eine Vielzahl weiblicher Hauptrollen wurde von der berühmten Schauspielerin Marija Jermolowa gespielt.
Sowohl später in den Sowjetzeiten wie auch bis heute stellen Aufführungen klassischer Stücke, darunter Werke von Ostrowski, den Tätigkeitsschwerpunkt des Maly-Theaters. 1995 wurde eine neue Bühne des Maly-Theaters für nichtklassische Formate (darunter Musical) eröffnet. Seit 1988 ist der Schauspieler Juri Solomin der künstlerische Intendant des Maly-Theaters.
2007 wurde der 1976 entdeckte Asteroid (10007) Malytheatre nach dem Theater benannt.